# Plätz (Bergisch Gladbach)
Plätz, früher auch Plätzchen genannt, ist ein Ortsteil im Stadtteil Sand der Stadt Bergisch Gladbach im Rheinisch-Bergischen Kreis.

## Lage und Beschreibung
Plätz liegt an der Straße von Sand nach Herkenrath. Es umfasst ein Einzelhaus sowie historisch gesehen die Rochuskapelle Sand.

## Geschichte
Plätzchen war Teil der Bürgermeisterei Bensberg im Kreis Mülheim am Rhein und gehörte zur Pfarre Herkenrath. 1859 wurden die Grenzen der Bürgermeistereien Bensberg und Gladbach neu festgelegt, im Zuge dessen kam Plätzchen zur Bürgermeisterei Gladbach. Der Ort ist auf der Topographischen Aufnahme der Rheinlande von 1824, auf der Preußischen Uraufnahme von 1840 und auf der Preußischen Neuaufnahme von 1892 als Plätzchen oder ohne Namen verzeichnet. Danach ist er auf Messtischblättern regelmäßig als Plätz oder ohne Namen verzeichnet.
Aufgrund des Köln-Gesetzes wurde die Stadt Bensberg mit Wirkung zum 1. Januar 1975 mit Bergisch Gladbach zur Stadt Bergisch Gladbach zusammengeschlossen.
| Jahr | Einwohner | Wohn- gebäude | Kategorie                      | Politische / kirchliche Zugehörigkeit       |
| ---- | --------- | ------------- | ------------------------------ | ------------------------------------------- |
| 1845 | 9         | 1             | Bauergut und Kapällchen (sic!) | Bürgermeisterei Bensberg, Pfarre Herkenrath |
| 1871 | 9         | 1             | Einzelhaus                     | Bürgermeisterei Gladbach                    |
| 1885 | 10        | 2             | Wohnplatz                      | Bürgermeisterei Gladbach                    |